# Xanthorhoe heliopharia
Xanthorhoe heliopharia là một loài bướm đêm trong họ Geometridae.